# Anisia Uzeyman
Anisia Uzeyman (née Anisziya Uwizeyimana en février 1975 à Gihindamuyaga Mbazi au Rwanda) est une actrice, réalisatrice et dramaturge française d'origine rwandaise.

## Biographie
Elle a été formée à l'école du TNB de Rennes.
Comédienne, elle a travaillé pour le théâtre avec, notamment, Françoise Lepoix (L'entre-deux rêves de Pitagaba et Io (Tragédie) de Kossi Efoui), Xavier Durringer (Surfeurs) et Sofie Kokaj.
Au cinéma, elle a joué pour, entre autres, Emmanuel Finkiel et Florent-Emilio Siri (Nid de guêpes).
Elle a écrit et mis en scène deux textes : Immaculé et HOW/Particule (à La Générale de Paris).
Elle est mariée avec le rappeur américain Saul Williams, qu'elle a rencontré sur le tournage du film Aujourd'hui.

## Filmographie

### Actrice
- 2002 : Nid de guêpes de Florent-Emilio Siri : Nadia
- 2013 : Aujourd'hui d'Alain Gomis : Rama
- 2016 : Ayiti mon amour de Guetty Felin : Ama
- 2016 : Dreamstates d'elle-même : Indigo

### Réalisatrice
- 2016 : Dreamstates[3]
- 2021 : Neptune Frost - coréalisé avec Saul Williams[4]